# Miłocin (gmina Jastków)
Miłocin (też: Miłocin Lubelski) – wieś w Polsce położona w województwie lubelskim, w powiecie lubelskim, w gminie Jastków.
Wieś powstała w 1954 roku w wyniku odłączenia od wsi Miłocin części położonej na południe od linii kolejowej Lublin-Puławy, i włączenia jej do gromady Palikije (pozostała część weszła w skład gromady Tomaszowice).
| SIMC    | Nazwa           | Rodzaj    |
| ------- | --------------- | --------- |
| 0381545 | Kolonia Miłocin | część wsi |

W latach 1975–1998 miejscowość należała administracyjnie do ówczesnego województwa lubelskiego.
Wieś stanowi sołectwo gminy Jastków. Według Narodowego Spisu Powszechnego z roku 2011 wieś liczyła 283 mieszkańców.
Wierni Kościoła rzymskokatolickiego należą do parafii Matki Bożej Anielskiej w Motyczu lub do parafii Świętych Apostołów Piotra i Pawła w Tomaszowicach.

## Historia
Wieś rodowodem sięga XV wieku, notowana jako Miloczin w 1442 roku. Własność szlachecka, w roku 1442 dziedzicem był Warsz (z Ostrowa) kasztelan lubelski.
W wieku XIX Miłocin, wieś i folwark w powiecie lubelskim, gminie i parafii Wojciechów. Leży przy samej linii drogi żelaznej nadwiślańskiej, odległy 20 wiorst od Lublina. Na terytorium tej wsi mieści się stacja tejże drogi (między Puławami a Lublinem), która pierwotnie nosiła nazwę Miłocin, obecnie zmienioną na Nałęczów.
W 1827 r. była to wieś poduchowna z 10 domami i 104 mieszkańcami.
Folwark i wieś Miłocin posiadał około 1885 roku rozległość 1152 mórg w tym: grunty orne i ogrody 764 morgi, 98 mórg łąk, pastwisk mórg 58, lasu mórg 221, nieużytki i place stanowiły 11 mórg. Zabudowań murowanych: 1 budynek, z drewna 5. Stosowano płodozmian 4. 9. i 12. polowy. W okolicy pokłady kamienia wapiennego i budowlanego. Wieś Miłocin posiadała osad 15, z gruntem mórg 167(opis podaje Bronisław Chlebowski SgKP t.6 s.436).